# Lacey Chabert
Lacey Nicole Chabert (Purvis, 1982. szeptember 30. –) amerikai színésznő.
Egyik első szerepében Erica Kane lányát alakította az All My Children című sorozatban. Ő volt a harmadik színésznő, aki Bianca Montgomery szerepét játszotta, 1992-től 1993-ig. Ezután a televízióban gyermekszínésznőként vált ismertté a Fox-on vetített Ötösfogat (1994-2000) televíziós drámában, melyben Claudia Salinger szerepét játszotta.
Chabert 18 Hallmark Channel filmben és négy Hallmark Movies & Mysteries filmben is szerepelt.

## Fiatalkora
A Mississippi állambeli Purvisben született. Édesapja cajun származású. 1985-ben ő volt „A világ legszebb gyereke” a „Világ kisasszonya” elnevezésű ösztöndíjversenyen. 1992-ben és 1993-ban a fiatal Cosette-et játszotta A nyomorultak című Broadway-produkcióban.

## A médiában
Több mint 18 Hallmark Channel filmben szerepelt, a The New York Post és más médiaforrások a „Hallmark karácsonyi filmek királynőjeként” emlegetik. A Hallmark Channel „generációjának egyik legjobb fiatal színésznőjének” nevezte, és azt nyilatkozta, hogy „önéletrajza olyan széleskörű, mint amilyen sokoldalú”. Chabert egy E! interjúban azt nyilatkozta, hogy „Az egyik dolog, amit szeretek [a Hallmarkkal való együttműködésben], hogy garantált a happy end.... Azt hiszem, a mai világban, amelyben élünk, nagyon büszke vagyok arra, hogy egy olyan projekt részese lehetek, amely egy kis szeretetet, fényt és könnyedséget visz a világba.” Dr. Phil kifejtette, hogy látta Chabert összes hallmarkos karácsonyi filmjét.
Chabert olyan blogokban és magazinokban szerepelt, mint a Saturday Night, a Stuff, a People, az Entertainment Weekly és a Maxim. 31 évesen jelent meg a Maxim címlapján: „Megkaptam a hívást a Maximtól, majd azonnal letettem a süteményt és elszaladtam az edzőterembe.”

## Magánélete
Chabert 2013. december 22-én, Los Angelesben ment hozzá régi barátjához, David Nehdarhoz. Chabert 2016 szeptemberében adott életet kislányuknak, Juliának.

## Filmográfia
- All My Children (1992-1993)
- Ötösfogat (1994-2000)
- Jaj, a szörnyek! (1996)
- Anasztázia (1997)
- Hé, Arnold! (1997)

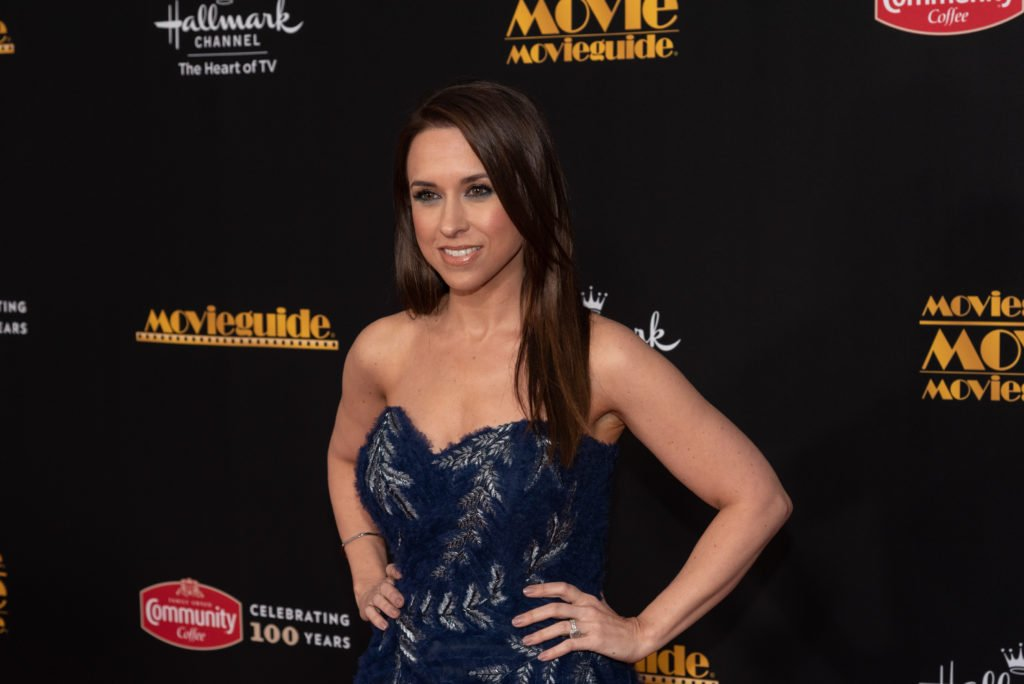
2019-ben

- Lost in Space – Elveszve az űrben (1998)
- Az oroszlánkirály 2. – Simba büszkesége (1998)
- Egérmese 3. – A Manhattan sziget kincse (1998)
- Herkules (1998)
- A Thornberry család (1998-2004)
- Egérmese 4. – Az éjjeli lény rejtélye (1999)
- Family Guy (1999-2012)
- Fűvel-fával (2001)
- Már megint egy dilis amcsi film (2001)
- A csapat reménysége (2002)
- Balto 2: Farkaskaland (2002)
- A kitaszított (2002)
- A Thornberry család – A mozifilm (2002)
- Stuart Little, kisegér (2003)
- Oviapu (2003)
- Fecsegő tipegők - A vadon szaga (2003)
- Bajos csajok (2004)
- Az értelem diadala (2004)
- Amerikai sárkány (2005)
- Party gimi (2005)
- Szuper robotmajomcsapat akcióban! (2005)
- Bratz (2005-2006)
- Szellemekkel suttogó (2006)
- Fekete karácsony (2006)
- A húgom és én (2006)
- Én, Eloise (2007)
- Isteni véletlen (2007)
- Kölcsönbaba visszajár (2007)
- Egy szexista mizantróp esete a halállal (2008)
- A Pókember legújabb kalandjai (2008-2009)
- Elveszett elme (2009)
- Excsajok szelleme (2009)
- Lány a liftből (2010)
- Alvajáró (2010)
- Generátor Rex (2011-2012)
- Transformers: Rescue Bots (2011-2016)
- Az igazság ifjú ligája (2011-2019)
- Dr. Plüssi (2012)
- A Föld legnagyobb hősei (2012)
- Gazdátlanul Mexikóban 3. (2012)
- Scooby-Doo! Szőrmókveszély (2013)
- Papás-babás (2013-2014)
- Robot Chicken (2013-2015)
- Királyi karácsony (2014)
- Családot karácsonyra (2015)
- Karácsonyi dallam (2015)
- Justice League Action (2016-2017)
- Voltron: A legendás védelmező (2016-2018)
- Az Oroszlán őrség (2016-2019)
- Shimmer és Shine, a dzsinn testvérek (2016-2020)
- Légy a pasim! (2017)
- Szerelemre hangolva (2018)
- Büszkeség, balítélet és némi fagyöngy (2018)
- Kung Fu Panda – A végzet mancsai (2019)
- The Crossword Mysteries (2019-2021)

## Fordítás
- Ez a szócikk részben vagy egészben  a   Lacey Chabert című angol Wikipédia-szócikk fordításán alapul.  Az eredeti cikk szerkesztőit annak laptörténete sorolja fel. Ez a jelzés csupán a megfogalmazás eredetét és a szerzői jogokat jelzi, nem szolgál a cikkben szereplő információk forrásmegjelöléseként.